# Казе Видони (Удине)
Казе Видони је насеље у Италији у округу Удине, региону Фурланија-Јулијска крајина.
Према процени из 2011. у насељу је живело 26 становника. Насеље се налази на надморској висини од 216 м.